# Ragya-Kloster

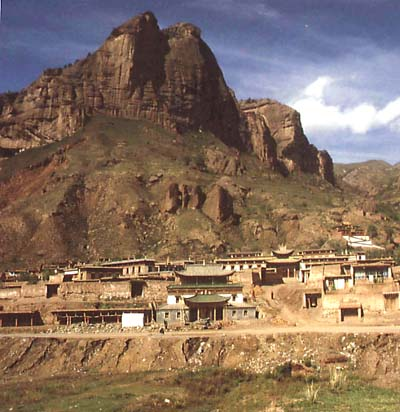
Ragya-Kloster

Das Ragya-Kloster, tibet. Ragya Gönpa (Wylie: rva rgya dgon pa) oder Ragya Trashi Kündeling (rwa rgya bkra shis kun bde gling) ist das größte und bedeutendste Gelugpa-Kloster in der ansonsten von "Rotmützen-Klöstern" (also den Orden der Nyingmapa, Kagyüpa und Sakyapa) dominierten Golog-Region. 
Es liegt in der Großgemeinde Ragya des Kreises Machen (Maqên), Regierungsbezirk Golog, Qinghai, China, ca. 350 km südlich von Xining auf dem Nordufer des hier Ma Chu genannten Gelben Flusses. 
Es wurde im Jahre 1769 von Arig Geshe (a rig dge bshes), alias Gyeltshen Öser (rgyal mtshan 'od zer; 1726–1803), gegründet und entwickelte sich mit ehemals bis zu 800 Mönchen und fünf Studienfakultäten zu einem der bedeutendsten tibetischen Großklöster im südlichen Amdo.
Unter dem 2. Shingsa Rinpoche (shing bza'), Shingsa Pandita Lobsang Dargye Gyatsho (shing bza' pandi ta blo bzang dar rgyas rgya mtsho; 1759–1824), wurde hier eine Ausgabe des Kanjur, die sogenannte Ragya-Edition, gedruckt.
Das Ragya-Kloster steht seit 1988 auf der Denkmalsliste der Provinz Qinghai. Es wurde in jüngerer Zeit restauriert.